# In-Spire
In-Spire ist eine englischsprachige multidisziplinäre Zeitschrift im Bereich der Sozialwissenschaften, die sich mit kritischen, politischen Ansätzen zu gegenwärtigen Gesellschaften auseinandersetzt.
Die Zeitschrift ist an der Keele University in England angesiedelt. Sie operiert in Zusammenarbeit mit dem Research Institute for Law, Politics and Justice der Universität. Als elektronische Zeitschrift erscheint In-Spire halbjährlich und veröffentlicht originäre, kritische und interdisziplinäre Forschungsergebnisse von etablierten Wissenschaftlerinnen und Wissenschaftlern ebenso wie die Forschungsergebnisse von wissenschaftlichen Nachwuchskräften. Diese werden in Form traditioneller Artikel veröffentlicht. In-Spire publiziert darüber hinaus Rezensionen zu aktuellen wissenschaftlichen Publikationen.
In-Spire ist eine Peer-Review-Zeitschrift.

## Entstehung
In-Spire ist 2003 als universitätsinterne Zeitschrift der School of Politics, International Relations, the Environment and Philosophy (SPIRE) der Keele University entstanden. Seither hat sich die Zeitschrift kontinuierlich weiterentwickelt und sich reflektiert der Neuausrichtung der Universität und dem akademischen Diskurs angepasst.